# الجبل الاسفل (السياني)

تعديل مصدري - تعديل

الجبل الاسفل محلة تابعة لقرية سبات، التابعة لعزلة الازارق بمديرية السياني إحدى مديريات محافظة إب في الجمهورية اليمنية.، بلغ تعداد سكانها 240 حسب تعداد اليمن لعام 2004.